# Juma Bah
Abdulai Juma Bah (Freetown, 11 april 2006) is een Sierra Leone voetballer die bij voorkeur als centrale verdediger speelt. Hij wordt door Manchester City verhuurd aan RC Lens.

## Clubcarrière
Op 27 januari 2025 betaalde Manchester City zes miljoen euro aan Real Valladolid, waar Bah in enkele maanden twaalf competitieduels speelde. Bah wordt tot het einde van het seizoen verhuurd aan het Franse RC Lens. 